# Clădirea Székely și Réti din Târgu Mureș
Clădirea Székely și Réti (în maghiară Székely és Réti-épület) a fost construită după presupunere pe baza planurilor arhitectului Ede Toroczkai Wigand⁠(hu)[traduceți] în stil secession ca locuință pentru muncitorii fabricii de mobilă „Székely și Réti” din Târgu Mureș. Se figurează pe lista monumentelor istorice sub codurile LMI:  MS-II-m-B-15517 și  MS-II-m-B-15518

## Descriere
Clădirea se află în Orașul de Sus (strada Margaretelor), fiind construită pe terenul fabricii de mobilă „Székely și Réti” care în timpul comunismului a devenit Mobex. Construcția, cu regim de înălțime parter și mansardă, are o aripă lungă cu fațada și intrarea principală orientată spre strada Margaretelor. Edificiul are o volumetrie impunătoare cu acoperiș realizat parțial din șindrilă. Ede Toroczkai Wigand⁠(hu)[traduceți] este considerat ca fiind proiectantul, însă nu poate fi exclusă nici prezența unui alt arhitect. În lipsa detaliilor nici data exactă a construirii nu se cunoaște, cea mai corectă estimare ar fi perioada 1910-1919. Stilul este specific, aparține de transilvanismul reprezentat de Ede Toroczkai Wigand⁠(hu)[traduceți] și Károly Kós.
Soarta clădirii monument istoric a reapărut în presa locală după ce primarul municipiului Târgu Mureș, Dorin Florea, în 2011 a vorbit public despre demolarea atât a fostului restaurant Súrlott Grádics, cât și a clădirea Székely și Réti după planurile lui Ede Toroczkai Wigand⁠(hu)[traduceți] pentru muncitorii fabricii de mobilă „Székely și Réti” în strada Margaretelor. Demolarea acestora din urmă, aflate în proprietatea primăriei, a fost oprită numai după sesizarea Muzeului Județean Mureș.